# Little Current

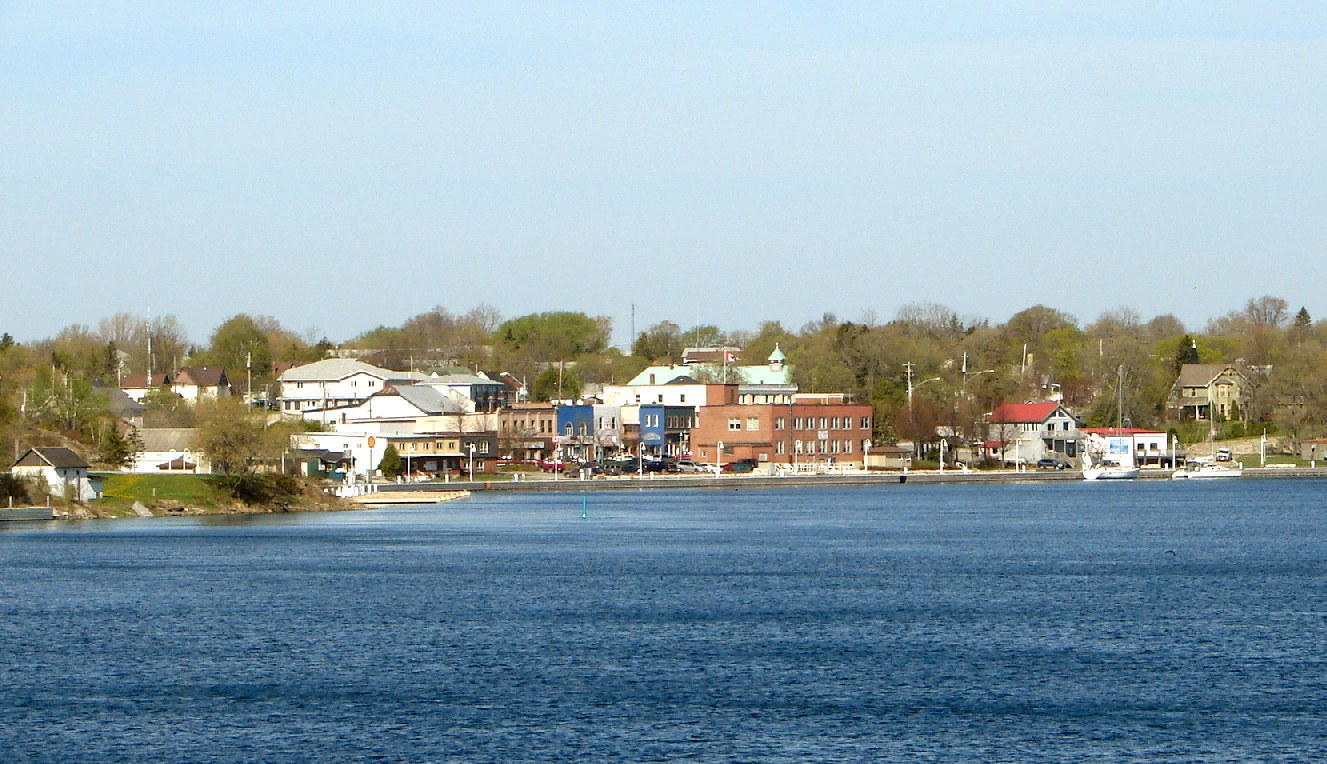
Little Current

Little Current – miejscowość w Dystrykcie Manitoulin w prowincji Ontario w Kanadzie. Do końca 1997 r. była samodzielnym miastem. Od 1 stycznia 1998 r. wchodzi w skład jednostki samorządowej o nazwie Northeastern Manitoulin and the Islands o statusie miasta (ang. town). Jest największym zwartym ośrodkiem osadniczym na wyspie Manitoulin oraz centrum administracyjnym miasta. Współrzędne geograficzne: 45°58' N, 81°56' W.

## Położenie
Leży w północno-wschodniej części wyspy, oddzielona od stałego lądu najwęższym w tym miejscu fragmentem Kanału Północnego, ok. 30 km na południe od miasta Espanola. Przez Little Current biegnie ważna droga nr 6, łącząca wyspę Manitoulin – poprzez obrotowy most nad wspomnianym kanałem – z miastem Espanola na północy.

## Nazwa
Nazwa „Little Current” pochodzi od francuskiej nazwy „le petit courant”, nadanej przez francuskich handlarzy futer, a oznaczającej „mały prąd” (wody w kanale), tworzący się na skutek wiejących tu wiatrów. Miejscowi Indianie używali nazwy Wuhyabejewung, co oznacza miejsce “gdzie rzeka zaczyna płynąć”. Tym niemniej w 1865 r. założona tu osada uzyskała pierwotnie nazwę Shaftesbury, używaną aż do 1890 r.

## Historia
Osada powstała w miejscu, w którym zatrzymywały się łodzie płynące z południa przez Zatokę Georgian, a następnie Kanałem Północnym w kierunku Jeziora Górnego. W drugiej połowie XIX w. zaczęły zatrzymywać się tu płynące tą samą trasą parowce w celu uzupełnienia zapasu drewna opałowego. Pierwszy skład takiego drewna uruchomił tu George Abotossaway z plemienia Ottawów. Przybyła tu wkrótce rodzina Turnerów otwarła w osadzie pierwszy sklep (ten rodzinny interes funkcjonuje do dziś). Komunikacja ze światem zewnętrznym możliwa była tylko drogą wodną. Mieszkańcy zajmowali się rolnictwem, hodowlą oraz pozyskaniem i przeróbką drewna. Znaczącym impulsem do rozwoju miasteczka stało się uruchomienie w 1913 r. wspomnianego wyżej mostu obrotowego oraz doprowadzenie przezeń na wyspę linii kolejowej (początkowo należała do Algoma Eastern Railway, od 1930 do Canadian Pacific Railway). Linia ta została zlikwidowana w 1980 r., kiedy ciężar transportu w regionie przejął ruch kołowy.
Obecnie Little Current jest punktem tranzytowym na przywołanej wyżej drodze nr 6 oraz dość popularnym ośrodkiem turystycznym, dającym również dostęp do innych miejscowości na wyspie Manitoulin.